# Peringueyacris namaqua
Peringueyacris namaqua är en insektsart som först beskrevs av Louis Albert Péringuey 1916.  Peringueyacris namaqua ingår i släktet Peringueyacris och familjen Pneumoridae. Inga underarter finns listade i Catalogue of Life.